# Dick Slater
Richard Van Slater, maggiormente noto con il ring name Dick Slater (Tampa, 19 maggio 1951 – 18 ottobre 2018), è stato un wrestler statunitense noto principalmente per i periodi trascorsi nella Mid-Atlantic Championship Wrestling e nella World Championship Wrestling negli anni settanta, ottanta, e primi novanta.

## Carriera

### Inizi
Van Slater entrò nel mondo del wrestling nel 1968 insieme a Mike Graham alla Robinson High School di Tampa, Florida. Il padre di Mike, Eddie Graham, lavorava in un'organizzazione chiamata AAU, che si occupava di allenare lottatori giovani per le Olimpiadi. Slater frequentò la University of Tampa dove era nella squadra di football americano in aggiunta a quella di lotta (tra i suoi compagni di scuola c'erano John Matuszak e Paul Orndorff). Ebbe l'opportunità di giocare a football per i Miami Dolphins ma declinò l'offerta, preferendo dedicarsi al wrestling. Dopo essersi recato a un incontro della National AAU, conobbe Mike Graham, che gli chiese se volesse intraprendere la carriera di lottatore professionista; Slater decise di andare allo Sportatorium di Tampa per iniziare l'allenamento. Lì, venne addestrato da Jack Brisco, Bob Roop, Hiro Matsuda, e Bill Watts. In questo periodo divenne anche un buon amico di Dick Murdoch. Debuttò con il ring name Dick Slater nella Championship Wrestling from Florida di proprietà di Eddie Graham. Restò nella federazione per tre anni e vinse varie volte l'NWA Florida Tag Team Championship (in coppia con Dusty Rhodes, Stan Vachon, Toru Tanaka, e Johnny Weaver) e l'NWA Florida Television Championship.

### Georgia Championship Wrestling (1972–1983)
Dopo aver lasciato la CWF, Slater andò a combattere in California insieme a wrestler quali The Von Brauners, Moondog Mayne, Pat Patterson, e Ray Stevens. Da Lì, si spostò a Las Vegas e Reno (Nevada) (viaggiando frequentemente insieme a Moondog Mayne). Giunse quindi alla Georgia Championship Wrestling, dove lottò per otto anni, aggiudicandosi l'NWA Georgia Heavyweight Championship in quattro occasioni diverse, l'NWA Georgia Tag Team Championship e l'NWA Macon Tag Team Championship con Bob Orton Jr. Durante questo periodo, vinse anche l'NWA Missouri Heavyweight Championship e svariati titoli locali in Florida.

### Mid-Atlantic Championship Wrestling (1983–1985)
Nel 1983, mentre lottava nella zona di Knoxville, Tennessee, per Ron Fuller; Slater venne avvicinato da Jim Barnett che gli confessò l'idea di prenotare uno show televisivo ad Atlanta per Ted Turner. Allo stesso tempo, Jim Crockett Jr. convinse Slater a lottare per lui. Dusty Rhodes (uno dei molti partner di coppia di Slater) divenne un booker per Crockett. Slater fece coppia con Bob Orton Jr., e iniziò un feud con Ric Flair. Presto Flair spostò le sue attenzioni verso il titolo NWA in possesso di Harley Race, allora Orton & Slater affrontarono Mark Youngblood & Wahoo McDaniel, che volevano vendicare l'aggressione ai danni del loro amico Flair.
Oltre a combattere nella Jim Crockett Promotions/Mid-Atlantic Championship Wrestling, all'epoca Slater lavorava anche in altre tre federazioni, quelle di proprietà di Bill Watts, Joe Blanchard, e Paul Boesch. Per qualche tempo nella Mid-Atlantic, Slater ebbe come manager Gary Hart. Nella compagnia, si aggiudicò NWA Mid-Atlantic Heavyweight Championship, NWA Television Championship e NWA United States Heavyweight Championship. Inoltre, mentre Ric Flair era NWA Champion, si dichiarò il vero campione del mondo e creò una sua personale versione della cintura. Il fatto portò a un nuovo feud tra i due.

### Mid-South Wrestling Association (1985–1986)
Nel 1985, Slater lasciò la Mid-Atlantic per la Mid-South Wrestling (di proprietà di Bill Watts). A posteriori dichiarò di essere uscito dalla Mid-Atlantic perché stufo della federazione e dei multipli impegni ai quali era sottoposto. Nella Mid-South, Slater prese come valletta Dark Journey, che aveva scoperto una sera vedendola danzare in un nightclub. La sua relazione con lei creò una certa sensazione nell'ambiente in quanto la ragazza era afroamericana. Sempre nella Mid-South, Slater ebbe un lungo feud con Jake Roberts (che mise ko Dark Journey con un DDT durante uno dei loro match); e vinse i titoli Mid-South North American Championship, Mid-South Television Championship, e UWF World Television Championship durante la sua permanenza nella compagnia.

### World Wrestling Federation (1986–1987)
Slater lottò per breve tempo nella World Wrestling Federation come personaggio "face" con la gimmick del "ribelle del Sud". In WWF, Slater ebbe un match con Jake Roberts; tuttavia, essendo uno show televisivo WWF degli anni ottanta (dove non veniva assolutamente menzionato il passato di un wrestler) il loro antico feud del periodo Mid-South venne ignorato. Slater sconfisse Mike Sharpe a The Big Event e venne schienato in due minuti circa da Don Muraco durante la puntata del 29 novembre 1986 di Saturday Night's Main Event. Poco tempo dopo la sconfitta per mano di Muraco, la WWF retrocedette Slater al ruolo di jobber.

### World Championship Wrestling (1987–1996)
Dopo un breve periodo trascorso nella American Wrestling Association dove interpretava la parte della guardia del corpo del campione AWA Curt Hennig, Slater fece ritorno alla Jim Crockett Promotions dopo aver lasciato la WWF, ma venne presto licenziato per aver quasi soffocato Ric Flair mettendogli un sacchetto di plastica in testa. Tuttavia, egli sarebbe tornato nella World Championship Wrestling negli ultimi anni di carriera. Sostituì l'infortunato Terry Funk per combattere in coppia con The Great Muta a Clash of the Champions VIII nella sconfitta con Ric Flair & Sting. Si aggiudicò in coppia con The Barbarian il titolo WCW United States Tag Team Championship sconfiggendo The Fabulous Freebirds (Jimmy Garvin & Michael Hayes), ma le cinture furono ritirate un mese dopo, il 31 luglio 1992. Quindi Slater rimpiazzò Terry Funk nel tag team "Stud Stable". Il team iniziò un feud con gli Harlem Heat. In coppia con Bunkhouse Buck, Slater si aggiudicò il WCW World Tag Team Championship durante una puntata di WCW Saturday Night (22 luglio 1995), battendo gli Harlem Heat grazie all'interferenza di Col. Rob Parker. Slater e Bunkhouse Buck persero poi le cinture nel rematch con gli Harlem Heat svoltosi a Fall Brawl 1995. Alla fine Parker mollò Slater & Buck per Sherri Martel, e gli Stud Stable si sciolsero. Nel 1996, Slater formò un altro tag team con Mike Enos denominato "Rough N Ready". A Gainesville (Georgia), Slater si ruppe due vertebre durante un incontro trasmesso in tv. L'infortunio alla schiena si rivelò più grave del previsto e pose fine alla sua carriera di lottatore.

## Vita privata
Nel giugno 2004 Slater fu arrestato per aver aggredito la sua ex fidanzata, Theresa Halbert. Il 27 dicembre 2003, venne reso noto che Slater aveva accoltellato la Halbert con un coltello da macellaio. Slater dichiarò che la notte prima dell'incidente, aveva preso della morfina e vari antidolorifici a causa dei suoi numerosi infortuni alla schiena rimediati in carriera. Nel corso di un'intervista concessa a Mid-Atlantic Gateway, Slater disse: «Era tutto collegato alla droga... quasi tutto. Voglio dire, non potrei dirti cosa è successo... se non sapessi quello che successe... Non so veramente cosa sia accaduto di preciso, a parte il fatto che io... mi svegliai nel reparto intensivo dell'ospedale. Mi avevano trasportato in ospedale in ambulanza la sera prima... ». Nel 2004 Slater fu condannato a un anno di arresti domiciliari e al pagamento di una multa di 18,000 dollari.
Prima di passare alla Mid-Atlantic Championship Wrestling, Slater restò coinvolto in un famoso incidente nel quale Wahoo McDaniel accidentalmente gli sparò un colpo di pistola. Slater, McDaniel, Tommy Rich, ed André the Giant si trovavano in un bar a Tampa quando qualcuno fece un commento volgare circa la moglie di Rich, cosa che fece infuriare Rich e McDaniel. L'uomo che aveva fatto il commento tirò fuori un coltello, mentre McDaniel estrasse una pistola. André e Slater uscirono nel parcheggio del locale per assistere alla lite; mentre osservavano la scena, un colpo di arma da fuoco colpì Slater a una gamba. Slater disse alla polizia che era stato un cecchino nascosto a sparargli; ma rimase il dubbio che fosse stato un colpo accidentale scappato dalla pistola di McDaniel a ferirlo. Slater tornò comunque a combattere sul ring dopo sole tre settimane di convalescenza. Inoltre, Dick Slater ebbe un'altra famosa lite in un bar di Tampa, che coinvolse lui e John Matuszak, che Dick mandò al tappeto.

## Morte
Il 18 ottobre 2018 la WWE ha emesso un comunicato annunciando il decesso di Slater. L'allenatore di wrestling e amico intimo Les Thatcher confermò la notizia sul proprio account Twitter. La morte di Slater fu confermata anche da Ric Flair.

## Personaggio
Mosse finali
- Figure four leglock
- Russian legsweep,[19] talvolta portato avanti fino allo schienamento

Manager
- Dark Journey
- Gary Hart[20][21]
- Diamond Dallas Page[22]
- Col. Robert Parker

Soprannomi
- Mr. Unpredictable[1]
- Mr. Excitement
- "Dirty"
- "The Rebel"

## Titoli e riconoscimenti
- Championship Wrestling from Florida
  - NWA Brass Knuckles Championship (Florida version) (1)[23]
  - NWA Florida Heavyweight Championship (2)[24]
  - NWA Florida Tag Team Championship (4) - con Dusty Rhodes (1), Stan Vachon (1), Toru Tanaka (1), e Johnny Weaver (1)[25]
  - NWA Florida Television Championship (2)[26]
  - NWA Southern Heavyweight Championship (Florida version) (4)[27]
  - NWA United States Tag Team Championship (Florida version) (1) - con Killer Karl Kox[28]
- Georgia Championship Wrestling
  - NWA Georgia Heavyweight Championship (4)[29]
  - NWA Macon Heavyweight Championship ([2)[30]
  - NWA Georgia Tag Team Championship (1) - con Bob Orton Jr.[31]
  - NWA Macon Tag Team Championship (1) - con Bob Orton Jr.[32]
- International Wrestling Association of Japan
  - IWA World Heavyweight Championship (1)[33]
- Mid-Atlantic Championship Wrestling / World Championship Wrestling
  - NWA United States Heavyweight Championship (1)[34]
  - NWA Mid-Atlantic Heavyweight Championship (1)
  - NWA Television Championship (2)
  - WCW United States Tag Team Championship (1) - con The Barbarian[35]
  - NWA (Mid-Atlantic)/WCW World Tag Team Championship (2) - con Dusty Rhodes (1) e Bunkhouse Buck (1)[36]
- Mid-South Wrestling Association / Universal Wrestling Federation
  - Mid-South North American Championship (2)[37]
  - Mid-South Television Championship (1)[38]
  - UWF World Television Championship (1)[39]
- Pro Wrestling Illustrated
  - 153º nella lista dei migliori 500 wrestler singoli durante i "PWI Years" del 2003.[40]
- Southeastern Championship Wrestling
  - NWA Southeastern Heavyweight Championship (Northern Division) (3)[41]
  - NWA Southeastern Tag Team Championship (2) - con Jerry Blackwell (1) e Paul Orndorff (1)[42]
- Southwest Championship Wrestling
  - SCW Southwest Heavyweight Championship (2)[43]
  - SCW Southwest Tag Team Championship (1) - con Bob Sweetan[44]
  - SCW World Tag Team Championship (1) - con Bruiser Brody[45]
- St. Louis Wrestling Club
  - NWA Missouri Heavyweight Championship (1)[46]
- United States Wrestling Association
  - USWA Southern Heavyweight Championship (1)[47]
- Wrestling Observer Newsletter awards
  - Worst Tag Team (1995) con Bunkhouse Buck